# Formula 1 – sezona 1983.
| FIA Svjetsko prvenstvo Formule 1 1983. | FIA Svjetsko prvenstvo Formule 1 1983. |
|                                        | Prvak                                  |
| -------------------------------------- | -------------------------------------- |
| Vozač                                  | Nelson Piquet (Brabham-BMW)            |
| Konstruktor                            | Ferrari                                |
| Prethodna sezona                       | Sljedeća sezona                        |
| 1982.                                  | 1984.                                  |

Formula 1 – sezona 1983., bila je 34. sezona svjetskog prvenstva Formule 1. Vozilo se 15 utrka u periodu od 13. ožujka do 15. listopada 1983. godine. Svjetski prvak po drugi puta postao je Nelson Piquet, a konstruktorski prvak po osmi put momčad Ferraria.

## Vozači i konstruktori
| Konstruktor / Momčad                                                     | Šasija                     | Motor                                             | Gume | Broj | Vozači                  | Utrke  |
| ------------------------------------------------------------------------ | -------------------------- | ------------------------------------------------- | ---- | ---- | ----------------------- | ------ |
| Williams-Ford Cosworth Williams-Honda TAG Williams Team                  | Williams FW08C             | Ford Cosworth DFV V8 3.0                          | G    | 1    | Keke Rosberg            | 1-14   |
| Williams-Ford Cosworth Williams-Honda TAG Williams Team                  | Williams FW08C             | Ford Cosworth DFV V8 3.0                          | G    | 2    | Jacques Laffite         | 1-14   |
| Williams-Ford Cosworth Williams-Honda TAG Williams Team                  | Williams FW08C             | Ford Cosworth DFV V8 3.0                          | G    | 42   | Jonathan Palmer         | 14     |
| Williams-Ford Cosworth Williams-Honda TAG Williams Team                  | Williams FW09              | Honda RA163E V6 t 1.5                             | G    | 1    | Keke Rosberg            | 15     |
| Williams-Ford Cosworth Williams-Honda TAG Williams Team                  | Williams FW09              | Honda RA163E V6 t 1.5                             | G    | 2    | Jacques Laffite         | 15     |
| Tyrrell-Ford Cosworth Benetton Tyrrell Team                              | Tyrrell 011 Tyrrell 012    | Ford Cosworth DFY V8 3.0                          | G    | 3    | Michele Alboreto        | Sve    |
| Tyrrell-Ford Cosworth Benetton Tyrrell Team                              | Tyrrell 011 Tyrrell 012    | Ford Cosworth DFY V8 3.0                          | G    | 4    | Danny Sullivan          | Sve    |
| Brabham-BMW Fila Sport                                                   | Brabham BT52 Brabham BT52B | BMW M12/13 L4 t 1.5                               | M    | 5    | Nelson Piquet           | Sve    |
| Brabham-BMW Fila Sport                                                   | Brabham BT52 Brabham BT52B | BMW M12/13 L4 t 1.5                               | M    | 6    | Riccardo Patrese        | Sve    |
| McLaren-Ford Cosworth McLaren-TAG Porsche Marlboro McLaren International | McLaren MP4/1C             | Ford Cosworth DFV V8 3.0 Ford Cosworth DFY V8 3.0 | M    | 7    | John Watson             | 1-12   |
| McLaren-Ford Cosworth McLaren-TAG Porsche Marlboro McLaren International | McLaren MP4/1C             | Ford Cosworth DFV V8 3.0 Ford Cosworth DFY V8 3.0 | M    | 8    | Niki Lauda              | 1-11   |
| McLaren-Ford Cosworth McLaren-TAG Porsche Marlboro McLaren International | McLaren MP4/1E             | TAG Porsche P01 V6 t 1.5                          | M    | 7    | John Watson             | 13-15  |
| McLaren-Ford Cosworth McLaren-TAG Porsche Marlboro McLaren International | McLaren MP4/1E             | TAG Porsche P01 V6 t 1.5                          | M    | 8    | Niki Lauda              | 12-15  |
| ATS-BMW Team ATS                                                         | ATS D6                     | BMW M12/13 L4 t 1.5                               | G    | 9    | Manfred Winkelhock      | Sve    |
| Lotus-Ford Cosworth Lotus-Renault John Player Team Lotus                 | Lotus 92                   | Ford Cosworth DFV V8 3.0 Ford Cosworth DFY V8 3.0 | P    | 11   | Elio de Angelis         | 1      |
| Lotus-Ford Cosworth Lotus-Renault John Player Team Lotus                 | Lotus 92                   | Ford Cosworth DFV V8 3.0 Ford Cosworth DFY V8 3.0 | P    | 12   | Nigel Mansell           | 1-8    |
| Lotus-Ford Cosworth Lotus-Renault John Player Team Lotus                 | Lotus 93T Lotus 94T        | Renault EF1 V6 t 1.5                              | P    | 11   | Elio de Angelis         | 2-15   |
| Lotus-Ford Cosworth Lotus-Renault John Player Team Lotus                 | Lotus 93T Lotus 94T        | Renault EF1 V6 t 1.5                              | P    | 12   | Nigel Mansell           | 9-15   |
| Renault Equipe Renault Elf                                               | Renault RE30C Renault RE40 | Renault EF1 V6 t 1.5                              | M    | 15   | Alain Prost             | Sve    |
| Renault Equipe Renault Elf                                               | Renault RE30C Renault RE40 | Renault EF1 V6 t 1.5                              | M    | 16   | Eddie Cheever           | Sve    |
| RAM March-Ford Cosworth RAM Automotive Team March                        | RAM March 01               | Ford Cosworth DFV V8 3.0 Ford Cosworth DFY V8 3.0 | P    | 17   | Eliseo Salazar          | 1-6    |
| RAM March-Ford Cosworth RAM Automotive Team March                        | RAM March 01               | Ford Cosworth DFV V8 3.0 Ford Cosworth DFY V8 3.0 | P    | 17   | Jacques Villeneuve, Sr. | 8      |
| RAM March-Ford Cosworth RAM Automotive Team March                        | RAM March 01               | Ford Cosworth DFV V8 3.0 Ford Cosworth DFY V8 3.0 | P    | 17   | Kenny Acheson           | 9-15   |
| RAM March-Ford Cosworth RAM Automotive Team March                        | RAM March 01               | Ford Cosworth DFV V8 3.0 Ford Cosworth DFY V8 3.0 | P    | 18   | Jean-Louis Schlesser    | 3      |
| Alfa Romeo Marlboro Team Alfa Romeo                                      | Alfa Romeo 183T            | Alfa Romeo 890T V8 t 1.5                          | M    | 22   | Andrea de Cesaris       | Sve    |
| Alfa Romeo Marlboro Team Alfa Romeo                                      | Alfa Romeo 183T            | Alfa Romeo 890T V8 t 1.5                          | M    | 23   | Mauro Baldi             | Sve    |
| Ligier-Ford Cosworth Equipe Ligier Gitanes                               | Ligier JS21                | Ford Cosworth DFV V8 3.0 Ford Cosworth DFY V8 3.0 | M    | 25   | Jean-Pierre Jarier      | Sve    |
| Ligier-Ford Cosworth Equipe Ligier Gitanes                               | Ligier JS21                | Ford Cosworth DFV V8 3.0 Ford Cosworth DFY V8 3.0 | M    | 26   | Raul Boesel             | Sve    |
| Ferrari Scuderia Ferrari SpA SEFAC                                       | Ferrari F126C2B            | Ferrari 021 V6 t 1.5                              | G    | 27   | Patrick Tambay          | 1-8    |
| Ferrari Scuderia Ferrari SpA SEFAC                                       | Ferrari F126C2B            | Ferrari 021 V6 t 1.5                              | G    | 28   | René Arnoux             | 1-8    |
| Ferrari Scuderia Ferrari SpA SEFAC                                       | Ferrari F126C3             | Ferrari 021 V6 t 1.5                              | G    | 27   | Patrick Tambay          | 9-15   |
| Ferrari Scuderia Ferrari SpA SEFAC                                       | Ferrari F126C3             | Ferrari 021 V6 t 1.5                              | G    | 28   | René Arnoux             | 9-15   |
| Arrows-Ford Cosworth Arrows Racing Team                                  | Arrows A6                  | Ford Cosworth DFV V8 3.0                          | G    | 29   | Marc Surer              | Sve    |
| Arrows-Ford Cosworth Arrows Racing Team                                  | Arrows A6                  | Ford Cosworth DFV V8 3.0                          | G    | 30   | Chico Serra             | 1, 3-5 |
| Arrows-Ford Cosworth Arrows Racing Team                                  | Arrows A6                  | Ford Cosworth DFV V8 3.0                          | G    | 30   | Alan Jones              | 2      |
| Arrows-Ford Cosworth Arrows Racing Team                                  | Arrows A6                  | Ford Cosworth DFV V8 3.0                          | G    | 30   | Thierry Boutsen         | 6-15   |
| Osella-Ford Cosworth Osella-Alfa Romeo Osella Squadra Corse              | Osella FA1D                | Ford Cosworth DFV V8 3.0                          | M    | 31   | Corrado Fabi            | 1-8    |
| Osella-Ford Cosworth Osella-Alfa Romeo Osella Squadra Corse              | Osella FA1D                | Ford Cosworth DFV V8 3.0                          | M    | 32   | Piercarlo Ghinzani      | 1-3    |
| Osella-Ford Cosworth Osella-Alfa Romeo Osella Squadra Corse              | Osella FA1E                | Alfa Romeo 1260 V12 3.0                           | M    | 31   | Corrado Fabi            | 9-15   |
| Osella-Ford Cosworth Osella-Alfa Romeo Osella Squadra Corse              | Osella FA1E                | Alfa Romeo 1260 V12 3.0                           | M    | 32   | Piercarlo Ghinzani      | 4-15   |
| Theodore-Ford Cosworth Theodore Racing Team                              | Theodore N183              | Ford Cosworth DFV V8 3.0                          | G    | 33   | Roberto Guerrero        | 1-14   |
| Theodore-Ford Cosworth Theodore Racing Team                              | Theodore N183              | Ford Cosworth DFV V8 3.0                          | G    | 34   | Johnny Cecotto          | 1-13   |
| Toleman-Hart Candy Toleman Motorsport                                    | Toleman TG183B             | Hart 415T L4 t 1.5                                | P    | 35   | Derek Warwick           | Sve    |
| Toleman-Hart Candy Toleman Motorsport                                    | Toleman TG183B             | Hart 415T L4 t 1.5                                | P    | 36   | Bruno Giacomelli        | Sve    |
| Spirit-Honda Spirit Racing                                               | Spirit 201 Spirit 201C     | Honda RA163E V6 t 1.5                             | G    | 40   | Stefan Johansson        | 9-14   |

## Utrke
|     | Utrka                                             | 1.                                     | 2.                                  | 3.                                |
| --- | ------------------------------------------------- | -------------------------------------- | ----------------------------------- | --------------------------------- |
|     |                                                   |                                        |                                     |                                   |
| 1.  | VN Brazila, Jacarepagua 13. ožujka 1983.          | Nelson Piquet Brabham-BMW              |                                     | Niki Lauda McLaren-Ford Cosworth  |
| 2.  | VN SAD Zapad, Long Beach 27. ožujka 1983.         | John Watson McLaren-Ford Cosworth      | Niki Lauda McLaren-Ford Cosworth    | René Arnoux Ferrari               |
| 3.  | VN Francuske, Paul Ricard 17. travnja 1983.       | Alain Prost Renault                    | Nelson Piquet Brabham-BMW           | Eddie Cheever Renault             |
| 4.  | VN San Marina, Imola 1. svibnja 1983.             | Patrick Tambay Ferrari                 | Alain Prost Renault                 | René Arnoux Ferrari               |
| 5.  | VN Monaka, Monte Carlo 15. svibnja 1983.          | Keke Rosberg Williams-Ford Cosworth    | Nelson Piquet Brabham-BMW           | Alain Prost Renault               |
| 6.  | VN Belgije, Spa-Francorchamps 22. svibnja 1983.   | Alain Prost Renault                    | Patrick Tambay Ferrari              | Eddie Cheever Renault             |
| 7.  | VN SAD Istok, Detroit 5. lipnja 1983.             | Michele Alboreto Tyrrell-Ford Cosworth | Keke Rosberg Williams-Ford Cosworth | John Watson McLaren-Ford Cosworth |
| 8.  | VN Kanade, Montreal 12. lipnja 1983.              | René Arnoux Ferrari                    | Eddie Cheever Renault               | Patrick Tambay Ferrari            |
| 9.  | VN Velike Britanije, Silverstone 16. srpnja 1983. | Alain Prost Renault                    | Nelson Piquet Brabham-BMW           | Patrick Tambay Ferrari            |
| 10. | VN Njemačke, Hockenheim 7. kolovoza 1983.         | René Arnoux Ferrari                    | Andrea de Cesaris Alfa Romeo        | Riccardo Patrese Brabham-BMW      |
| 11. | VN Austrije, Österreichring 14. kolovoza 1983.    | Alain Prost Renault                    | René Arnoux Ferrari                 | Nelson Piquet Brabham-BMW         |
| 12. | VN Nizozemske, Zandvoort 28. kolovoza 1983.       | René Arnoux Renault                    | Patrick Tambay Ferrari              | John Watson McLaren-Ford Cosworth |
| 13. | VN Italije, Monza 11. rujna 1983.                 | Nelson Piquet Brabham-BMW              | René Arnoux Renault                 | Eddie Cheever Renault             |
| 14. | VN Europe, Brands Hatch 25. rujna 1983.           | Nelson Piquet Brabham-BMW              | Alain Prost Renault                 | Nigel Mansell Lotus-Renault       |
| 15. | VN Južne Afrike, Kyalami 15. listopada 1983.      | Riccardo Patrese Brabham-BMW           | Andrea de Cesaris Alfa Romeo        | Nelson Piquet Brabham-BMW         |
|     |                                                   |                                        |                                     |                                   |

## Konačni poredak

### Vozači
| Mjesto | Vozač             | Bodovi |
| ------ | ----------------- | ------ |
| 1.     | Nelson Piquet     | 59     |
| 2.     | Alain Prost       | 57     |
| 3.     | René Arnoux       | 49     |
| 4.     | Patrick Tambay    | 40     |
| 5.     | Keke Rosberg      | 27     |
| 6.     | John Watson       | 22     |
| 7.     | Eddie Cheever     | 22     |
| 8.     | Andrea de Cesaris | 15     |
| 9.     | Riccardo Patrese  | 13     |
| 10.    | Niki Lauda        | 12     |
| 11.    | Jacques Laffite   | 11     |
| 12.    | Michele Alboreto  | 10     |
| 13.    | Nigel Mansell     | 10     |
| 14.    | Derek Warwick     | 9      |
| 15.    | Marc Surer        | 4      |
| 16.    | Mauro Baldi       | 3      |
| 17.    | Danny Sullivan    | 2      |
| 18.    | Elio de Angelis   | 2      |
| 19.    | Johnny Cecotto    | 1      |
| 20.    | Bruno Giacomelli  | 1      |

### Konstruktori
| Pozicija | Konstruktor            | Bodovi |
| -------- | ---------------------- | ------ |
| 1.       | Ferrari                | 89     |
| 2.       | Renault                | 79     |
| 3.       | Brabham-BMW            | 72     |
| 4.       | Williams-Ford Cosworth | 36     |
| 5.       | McLaren-Ford Cosworth  | 34     |
| 6.       | Alfa Romeo             | 18     |
| 7.       | Tyrrell-Ford Cosworth  | 12     |
| 8.       | Lotus-Renault          | 11     |
| 9.       | Toleman-Hart           | 10     |
| 10.      | Arrows-Ford Cosworth   | 4      |
| 11.      | Williams-Honda         | 2      |
| 12.      | Theodore-Ford Cosworth | 1      |
| 13.      | Lotus-Ford Cosworth    | 1      |

## Vanjske poveznice
- Službena stranica Formule 1